# 縮陽症
縮陽症（英語：koro）或稱恐縮症，是一種文化結合症候群（Culture-bound syndrome）及心理疾病，患者即使其生殖器官沒有任何真正的變化，仍會堅稱他的生殖器官正在縮入體內，並且堅信其完全縮進人體就會致死，它被精神疾病診斷與統計手冊所收錄。此病全球都有發生記錄，在非洲，亞洲和歐洲，與生殖器官收縮恐慌相關的集體歇斯底里有一定歷史。在美國和歐洲，此症通常稱為生殖器后缩綜合症（genital retraction syndrome）。可通過心理評估以及身體檢查，排除其他可能導致生殖器官縮入體內的疾病。

## 類別
在DSM-IV-TR，縮陽症被收錄在附件一文化結合症候群的列表中，把它定義為「一個可能源於馬來西亞的術語，指突然和劇烈的焦慮，對陰莖（或女性的女陰或乳房）會縮入人體这点感到恐懼，患者堅信這樣甚至可能導致死亡」。
不同的研究員也曾嘗試把縮陽症分類，例如縮陽症可能符合「特定文化下的疑病障礙」（specific culture-imposed nosophobia，以主要症狀分類）、「因與文化有關的的信念而發生」（culture-related beliefs as causes for the occurrence，以文化的影響為主要考慮因素）。
研究者也試圖把縮陽症以按着或不按着文化形態完整或不完整地區分。縮陽症的「傳播」被認為是文化信仰和神話所起的作用，且已有一套完善的診斷標準。縮陽症可分為原發性和繼發性兩類：原發性縮陽症是與文化信念密切的心理障礙；繼發性縮陽症是以中樞神經系統病變、懼患其他精神病，或使用藥物為基礎上所產生。中醫則認為縮陽症是一種性功能障礙，為腎陽虧損、寒阻肝經所致。

## 詞源和地理背景
西方最早使用"koro"的據典為1874年的《布吉语词典》（B.F. Matthes' Dictionary of Buginese Language (1874) of South Sulawesi, Indonesia），名稱可能來自一條河流、其周圍的山谷、印度尼西亞的蘇拉威西島西北部的一個地方部落。也是望加錫語的一個單詞，意指「收縮」；完整的表達為「garring koro」。也可能來自馬來語「Kura」，意指「龜的頭部」或馬來語的「keruk」，也指「收縮」。縮陽症也被稱為「rok loo」（泰國）、「jinjinnia bemar」（阿薩姆和印度）、「lanuk e laso」（菲律賓巴格博部落）

## 流行病學
這種對生殖器官縮入人體的恐懼或焦慮的症病在中國、印度、日本為最普遍，在中國，縮陽症的病發僅限於南中國和長江下游。一份1992年的問卷調查發現中國的縮陽症患者大多為漢族、男性、年紀較為年輕、單身、教育程度低、對超自然力量和縮陽症有所恐懼。這種現象除了在中國擁有之外，也在許多東南亞國家發現，尤其是馬來西亞和印尼，馬來和印尼居民則相對較少發生。雖然有人猜測縮陽症在馬來西亞和印度尼西亞發生是中國移民所帶來的後果，但因為在泰國和印度中也已有由非中國人傳播的病例，因此縮陽症在某些地區傳播是「中國移民的後果」的觀點備受挑戰。
縮陽症的零星病例亦在非東南亞人種身上發生，如尼泊爾人、蘇丹人、約旦人、坦桑尼亞人、尼日利亞人、法國人、英國人、美國人、加拿大人等國家人民都有病例。在大多數西半球非中國患者的情況下，不會出現縮陽症的典型症狀，如對死亡的恐懼。非典型縮陽症的会被稱為非文化樣式（non-cultural forms），而伴有急性焦慮的完整樣式（the complete form with acute anxiety）則是典型的文化束縛型。

## 症狀
大多數患者即使其生殖器沒有任何客觀可見的長期變化，也會報稱因自感生殖器縮入體內而驚恐發作，「長期」是指明顯且不可逆的持續變化，不像低溫令生殖器縮小般的正常影響。雖然寒冷氣溫的影響是客觀可逆的，但當「準患者」觀察到低溫令生殖器縮小这一正常現象时可能會誘發縮陽症。據文獻所記載，縮陽症的發作时長通常为幾個小時，極端情況下甚至長達兩天。另外還有一些例子，縮陽症症狀持續多年的情況下，會有伴發身體畸形恐懼症的風險。除了自感生殖器收縮外，其他症狀还包括患者抱有「陰莖的形狀改變」和「陰莖肌肉的張力喪失」之类的看法。在某些情況下，患者可能沒有生殖器收縮的感覺，但會抱怨「外陰感覺異常」或「生殖器縮短了」。在女性患者中，主要症狀是自感乳頭向內縮入乳房或乳房縮入體內，與身體成為一體
心理症狀包括恐懼死亡即將到來、陰莖的消失及喪失性能力並在發作時有強烈的瀕死感，與大多數西方的患者不同，亞洲的患者普遍認為縮陽症是致命的，其他心理症狀包括擔心內臟萎縮，害怕變為女性或太監，擔憂自身安全，自感尿路梗阻，害怕將因此而導致不育，覺得即將瘋掉，精神被人或鬼魂侵佔和被迷惑的感覺。
男性患者和他們的家人可能會採取物理上的方法，以防止陰莖縮入體內，患者可能以夹具拉扯或固定陰莖達到其目的（防止陰莖縮入體內）。同樣，女性患者可能會抓住自己的乳房、拉住她的乳頭，甚至以鐵針插入乳頭「固定」它。這些「救治方法」往往會導致患者受傷，甚至死亡。

## 病因
性心理因素、人格因素和文化信仰被認為是縮陽症的主要病因。非中國籍患者的性調整史往往較顯著，如發病前性交不足、性濫交、對自慰有強烈的內疚感，以及患上勃起功能障礙。

### 演化和生物學觀點
當考慮到生物學機制與縮陽症的演化史之間的关系，最重要的是聚焦於它在群眾歇斯底里的架構。儘管發病機制仍然知之甚少，鏡像神經元已被認為在集體歇斯底里的爆發中起了一個重要作用。鏡像神經元發現於人類和非人靈長類動物的身體中，用以模仿被觀察到的行為。有一個这樣的假設：人类演化出這些機制從觀察他人來學習以及便於模仿，不過，鏡像神經元中有某種抑制過程，這使得人类無法盲目模仿每次所觀察到的行為。有研究表明，集體歇斯底里爆發時此抑制過程出現了異常

## 體檢
一個完整的醫療、心理和精神病史應被記錄。醫師應探討病人的有關外觀和身體形象（排除軀體變形障礙）的擔憂。此外，醫師亦應詢問患者的整體信念、個人價值觀和患者對他或她的生殖器的臆測。鑑於縮陽症通常是一種與「攻擊」有極大關聯的焦慮，所以醫師應以時間軸記錄從發病到診斷期間病人的情緒狀態。體檢應包括評估病人的整體健康狀況，詳細地檢查其生殖器。對於男性患者的體檢，應在陰莖曝露於外後立即進行檢查，以避免陰莖的大小受到外部溫度的影響，而令檢查結果更準確。男性體檢的主要目的是排除生理病變，如尿道下裂、尿道上裂，以及陰莖硬結症。恥骨上脂肪墊的存在也應注意。仔細測量陰莖疲軟時及勃起时的長度，以及周長也是對体檢有幫助的。如果男性患者堅持認為自己的陰莖正在縮入體內及即將消失，可在前列地爾注射到陰莖海綿體後進行測量，以確定真正的勃起長度，並在勃起狀態診斷任何與陰莖有關的生理異常。體檢時應注意因患者盡力「防止」生殖器縮入體內而造成的任何傷害，可作為診斷的參考依據。

## 診斷
幾個診斷標準常被用於縮陽症的診斷。主要的診斷標準是即使缺乏客觀的證據證明，患者仍會自感生殖器（通常為陰莖或女性乳頭）縮入體內，常伴隨著與縮阳有關的嚴重焦慮，恐懼縮陽會令自身死亡，和使用工具以防止生殖器縮入體內。若不符合所有診斷標準，就會被診斷為“類縮陽症”（koro-like symptoms）或“部分縮陽症”（partial koro syndrome）。研究人員已經確定縮陽症可能是一种“文化相對性”的軀體變形障礙，因此DSM-IV解釋了這兩種疾病的鑑別診斷的方法。

### CCMD-3
在中國精神疾病分類方案與診斷標準中，縮陽症的診斷標準為
1. 由明顯的心理社會因素誘發
2. 害怕生殖器、乳房，或身體某一部分會縮到身體裡去而導致死亡。常採取某種預防措施（如係帶牽引），同時有強烈的焦慮或恐懼情緒
3. 急性起病，病程短暫

### 鑑別診斷
提出這項主訴的男人可能患有縮陽症，但他們也可能對正常生殖器大小有誤解。此外，他們還可能患上與生殖器有關的軀體變形障礙。在診斷與心理統計手冊第四版（DSM-IV-TR）中，躯体變形障礙定義為過分關注面部或身體局部部分的疾病，这顯示軀體變形障礙與縮陽症不同。在縮陽症中，病人堅決相信他的陰莖正在縮入体內，也可能相信陰莖有消失的危險。臨床文獻表明，這兩種心理疾病應從鑑別診斷中鑑別出來。

## 治療

### 正規療法
在文化束縛型的情況下，其治療先需给患者清楚讲述性解剖生理知识。針對患者以前發病的症狀和病因進行心理治療。預後在以下情況下一般較好：以前的個性較佳、較短的病史、發作頻率低和相對簡單的性生活。對於零星西方個案下，謹慎的診斷檢查，包括尋找潛在的性別衝突是常見的，選用心理治療是以精神病理學的發現為基礎。

### 民俗療法
在中國，基於文化信仰的原因，有時會為患者施行傳統的治療方法。以求神問卜，要求道士進行驅魔最為常見。如果人們認為狐妖令患者縮陽，可能會打鑼、打鼓或打人以驅趕狐妖。患者可能會服用中藥以達至回復陽氣的目的，通常包括中草藥、鹿茸或鹿尾、虎鞭、鹿鞭或海狗鞭。其他用於治療的食物有辣椒湯、薑湯和酒。

## 縮陽症的各地著名疫情

### 中國
官方記錄顯示，早在19世紀末期，海南島和廣東省的雷州半島已發生縮陽症。每當社会不安定或即將發生的災難的時候（1948年、1955年、1966年、1974年），便會爆發一連串疫情，隨後在1984 - 1985年發生最後一次大規模流行，並在1987年發生了一場較小規模的疫情爆發。1984-1985年的疫情持續了一年多，影響了16個市縣和3000人。自中國針對縮陽症的精神衛生活動進行以來，疫情沒有進一步大規模地發生。但亦有零星的报道，如2004年的广东省阳西县，患者皆为在校男性小学生，其後2014年後半年又在海南島爆發。

### 東南亞
在1967年10月的新加坡，一場縮陽症疫情爆發，疫情持續10天左右。當地報章最初報導，有些人吃了接種抗豬流感疫苗的豬肉後出現縮陽症。一隻接種抗豬流感疫苗的猪患上縮陽症後垂死進一步被報告後，食用注射過流感性疫苗的豬肉和縮陽症有關的謠言䦕始在群眾傳播开去。在新聞报導後，缩阳症的個案在一天之內在同一間醫院達97例。政府和醫療官員只好通過電視和報紙發表公開聲明，最後緩解了爆發。在1976年11月，泰國東北部的疫情造成至少350例缩阳症個案，其中大多數患者為泰國人和男性。熱門輿論和新聞媒體呼應受害者對疫情抱持的觀點：起因為越南食品和煙草中毒。1982年，泰國又一次發生大規模疫情。同年，印度東北部也受到了縮陽症疫情的影響，多數患者教育程度低並來自低層。大多數患者在發病前沒有顯著性精神病理的跡象
。

### 非洲
在20世紀70年代和80年代初，報章報導奈及利亞西部發生縮陽症。自1996年底以來，西非國家陸續報告縮陽症的小規模疫情爆發。在非洲的患者往往這樣解釋縮陽症：生殖器被他人偷竊，患者指責有些與患者有接觸人「偷」了他們的生殖器和精神的本質（人类最重要的部分），從而引發陽痿。他們認為盜竊動機與當地神秘信仰所使用的巫術物品ju-ju有關，此一巫術用品遭認為用以養活屬靈機構或劫走生殖器。当地社會的共識就是ju-ju既是一種手段，又是一種動機使人縮陽。
在1997年，縮陽症的疫情開始在尼日利亞和喀麥隆爆發，並蔓延到加納、科特迪瓦和塞內加爾。病例也在柯多努發現，在那的暴徒会攻擊遭指責參與生殖器盜竊行動的人，以及當地的安全部隊。為了遏制暴力，有五名暴徒被義務警員殺死。疫情爆發後有報告顯示疫情蔓延至西非外，包括喀土穆、蘇丹（2003年9月）；岡比亞的班珠爾（2003年10月）；剛果民主共和國的金沙薩（2008年）
在東南亞西非的縮陽症與韓國相比，後者的症狀集中在生殖器回縮（而不是收縮）和對死亡的恐懼（這是在非洲沒有的）。一項研究分析了1997至2003年西非疫情後，得出結論，疫情是个人受到當地的文化模式和社會影響下而產生，是一种表示正常的心理功能的衍生物。

### 美國和歐洲
歐洲在中世紀後期，人們一直認為男人會受到女巫攻擊，用魔法令他們的陰莖消失。15世紀的歐洲巫術調查手冊女巫之槌（The Malleus Maleficarum）便有一篇故事關於一位男性自稱自己的生殖器已經消失，被「魔鬼隱藏......讓他們既不能看到也沒有感覺到。」他們說這些男子安撫了女巫後生殖器已重新出現。據說巫婆會在鳥巢或箱子取出生殖器，「她們在烏巢內活動得就像生活其中一樣，她們在那會吃燕麥和玉米」

## 延伸閱讀
- Cheng, S.T., A Critical Review of Chinese Koro. Culture, Medicine and Psychiatry. 1996 20:67-82
- Michael W. Passer & Ronald E. Smith. .  3rd. : 542.
- Ang, PC; Weller, MPI. . The British Journal of Psychiatry (Royal Medico-psychological Association). September 1984, 145 (3): 335. ISSN 0007-1250. PMID 6478130. doi:10.1192/bjp.145.3.335."Koro and psychosis". The British Journal of Psychiatry（Royal Medico-psychological Association）145（3）: 335. doi:10.1192/bjp.145.3.335. ISSN0007-1250. PMID6478130.